# Begonia trichochila
Espèce
Begonia trichochila est une espèce de plantes de la famille des Begoniaceae.
Elle a été décrite en 1904 par Otto Warburg (1859-1938).